# دشيرة طوافة
دشيرة طوافة (الاسم العلمي: Dasychira vagans) هي نوع من الحشرات تتبع جنس الدشيرة من الفصيلة الأربوسية.